# Gilbert Mitchison, Baron Mitchison
Gilbert Richard „Dick“ Mitchison, Baron Mitchison CBE KC (* 23. März 1894 in Staines; † 14. Februar 1970 in Westminster) war ein britischer Jurist und Politiker der Labour Party, der neunzehn Jahre lang Abgeordneter des House of Commons war und 1964 als Life Peer aufgrund des Life Peerages Act 1958 Mitglied des House of Lords wurde.

## Leben
Mitchison begann nach dem Besuch des Eton College ein Studium der Rechtswissenschaften. Er leistete während des Ersten Weltkrieges zwischen 1914 und 1918 seinen Militärdienst und wurde zuletzt zum Major befördert. Während dieser Zeit erhielt er 1917 seine anwaltliche Zulassung bei der Rechtsanwaltskammer (Inns of Court) von Inner Temple und nahm danach eine Tätigkeit als Barrister auf. Ein weiteres Studium am New College der University of Oxford beendete er mit einem Master of Arts (M.A.).
Bei den Unterhauswahlen vom 5. Juli 1945 wurde Mitchison als Kandidat der Labour Party erstmals als Abgeordneter in das House of Commons gewählt und vertrat in diesem bis zu seinem freiwilligen Mandatsverzicht am 31. August 1964 den Wahlkreis Kettering. Während dieser Zeit wurde er 1946 aufgrund seiner anwaltlichen Verdienste zum Kronanwalt (King’s Counsel) berufen und darüber hinaus auch zum Commander des Order of the British Empire ernannt.
Mitchison nahm zwischen 1955 und 1964 zahlreiche führende Aufgaben in der oppositionellen Labour-Fraktion im Unterhaus wahr und war zunächst zwischen 1955 und 1959 Oppositionssprecher für Wohnungsbau und Kommunalverwaltung sowie anschließend Sprecher für das Schatzamt und Handel. Nachdem er von 1961 bis 1963 Sprecher für Wissenschaft und zugleich zwischen 1962 und 1963 für öffentliche Arbeiten und das Schatzamt war, fungierte er zuletzt von 1963 und 1964 als Sprecher der oppositionellen Labour-Fraktion für Pensionen.
Durch ein Letters Patent vom 5. Oktober 1964 wurde Mitchison als Life Peer mit dem Titel Baron Mitchison, of Carradale in the County of Argyllshire, in den Adelsstand erhoben und gehörte damit bis zu seinem Tode dem House of Lords als Mitglied an. Nach dem Wahlsieg der Labour Party bei den Unterhauswahlen vom 15. Oktober 1964 wurde er von Premierminister Harold Wilson zum Parlamentarischen Sekretär im Ministerium für Ländereien und natürliche Ressourcen ernannt.

## Ehe und Familie
Aus seiner am 11. Februar 1916 geschlossenen Ehe mit der Schriftstellerin Naomi Mitchison, einer Tochter des Physiologen und Begründer des methodischen Holismus John Scott Haldane sowie Schwester des Biologen und Begründer der Populationsgenetik J. B. S. Haldane, gingen sieben Kinder hervor, von denen zwei früh starben (die Tochter Clemency 1940 kurz nach ihrer Geburt, der älteste Sohn Geoffrey 1927 neunjährig an Meningitis). Der Bakteriologe Denis Mitchison sowie die Zoologen Murdoch Mitchison und Avrion Mitchison sind seine Söhne.

## Schriften
- The First Workers’ Government, 1934.